# Мотт-Лакруа, Фердинан
Фердинан Мотт-Лакруа (фр. Ferdinand Motte-Lacroix, настоящее имя Луи Фердинан Мотт, фр. Louis Ferdinand Motte; 14 февраля 1880, Париж — 7 ноября 1955) — французский пианист и музыкальный педагог.
Окончил Парижскую консерваторию, класс Шарля де Берио, затем учился у Изидора Филиппа, позднее был ассистентом в его консерваторском классе. Наиболее известен как наставник Федерико Момпоу, поддерживавший его с 1911 г., когда Момпоу начал учиться в Париже, и до начала 1920-х гг., когда Мотт-Лакруа исполнял в парижских концертах его произведения. Среди других парижских учеников Мотта-Лакруа были, в частности, Гильерме Фонтаинья и Антонио де Са Перейра. Затем преподавал в Страсбургской консерватории. В дальнейшем Мотт-Лакруа работал в США, преподавал в Консерватории Новой Англии, выступал с Бостонским симфоническим оркестром.
Под редакцией Мотт-Лакруа издавались фортепианные произведения Франсуа Куперена, Роберта Шумана и др.